# Мильков, Фёдор Николаевич
Фёдор Никола́евич Милько́в (17 февраля 1918,  Вологодская губерния — 15 октября 1996, Воронеж) — советский и российский физико-географ, ландшафтовед, педагог. Доктор географических наук (1949), профессор (1949). Заслуженный деятель науки РСФСР (1970). Почётный член Географического общества СССР (РГО). Основатель воронежской научной школы ландшафтоведов.

## Биография
Родился деревне Доровая Никольского уезда Вологодской губернии (ныне — в Вохомском районе Костромской области) в многодетной крестьянской семье. В 1934 году поступил на географический факультет Московского областного педагогического института, после окончания которого учился в аспирантуре НИИ географии МГУ. С 1938 по 1941 год работал учителем средней школы.
В 1941 году защитил кандидатскую диссертацию на тему «Опыт характеристики ландшафтных районов северной лесостепи» и стал работать в Чкаловском педагогическом институте (ныне Оренбургский государственный педагогический университет). Здесь Мильков написал свою первую монографию об Оренбургских степях. В 1946—1950 заведовал кафедрой географии пединститута. В 1949—1950 годах был одновременно деканом географического факультета.
В 1945—1948 годах обучался в докторантуре Института географии Академии наук СССР под научным руководством академика А.А. Григорьева. В 1949 году защитил докторскую диссертацию на тему «Лесостепь Русской равнины: опыт ландшафтной характеристики», став самым молодым в СССР доктором географических наук и профессором.
С 1950 по 1988 год — заведующий кафедрой физической географии Воронежского государственного университета, с 1988 — профессор-консультант.
С 1985 года — почётный член Русского географического общества.

## Научные достижения
Широкую известность Фёдор Николаевич Мильков приобрёл своими работами по теории, методологии и практике ландшафтоведения, методам изучения ландшафтов. Мильков стал одним из основателей антропогенного ландшафтоведения, разработал учение о ландшафтной оболочке Земли, внёс большой вклад в ландшафтное и физико-географическое районирование и картографирование, предложил систему парагенетических ландшафтных комплексов, организовал широкомасштабные исследования ландшафтов Центрального Черноземья и т. д.
Также известен как популяризатор науки и педагог. Под руководством Милькова защищены 21 кандидатская и 6 докторских диссертаций.
Автор более 600 научных работ, в том числе около 60 монографий, словарей, университетских учебников, учебных пособий, научно-популярных книг. Был инициатором переиздания выдающихся географических произведений своих предшественников, исследовавших Оренбургский край в прошлом: П. И. Рычкова, Э. А. Эверсманна, С. С. Неуструева.

## Награды и премии
- Премия и золотая медаль имени П. П. Семёнова-Тянь-Шанского Географического общества СССР за монографии «Природные зоны СССР» и «Ландшафтная география и вопросы практики» (1970).
- Большая памятная медаль Всероссийского общества охраны природы.
- Звание «Заслуженный деятель науки Российской Федерации».

### Основные монографии
- Мильков Ф. Н. Чкаловские степи. — Чкалов: Чкаловское книжное изд-во, 1947. — 92 с.
- Мильков Ф. Н. Лесостепь Русской равнины: Опыт ландшафтной характеристики. — М.: Изд-во АН СССР, 1950. — 296 с.
- Мильков Ф. Н. Ландшафтные провинции и районы Чкаловской области. — Чкалов, 1951.
- Мильков Ф. Н. Воздействие рельефа на растительность и животный мир. (Биогеоморфологические очерки). — М.: Географгиз, 1953. — 164 с.
- Мильков Ф. Н. Физико-географический район и его содержание. — М., 1956.
- Мильков Ф. Н. Основные проблемы физической географии. — М., 1959.
- Мильков Ф. Н. Словарь-справочник по физической географии. — М.: Географгиз, 1960. — 272 с. — 37 000 экз.
- Мильков Ф. Н. Средняя полоса Европейской части СССР: Очерк природы. — М.: Географгиз, 1961. — 216 с.
- Мильков Ф. Н. Ландшафтная география и вопросы практики. — М.: Мысль, 1966. — 256 с.
- Мильков Ф. Н. Основные проблемы физической географии. — Воронеж: Изд-во Воронеж. ун-та, 1967. — 172 с.
- Мильков Ф. Н. Ландшафтная сфера Земли. — М.: Мысль, 1970. — 208 с.
- Мильков Ф. Н. Словарь-справочник по физической географии. — 2-е изд., доп. — М.: Мысль, 1970. — 344 с.
- Мильков Ф. Н., Дроздов К. А., Федотов В. И. Галичья гора: Опыт ландшафтно-типологической характеристики. — Воронеж: Изд-во Воронежского ун-та, 1970. — 93 с.
- Мильков Ф. Н. Человек и ландшафты: очерки антропогенного ландшафтоведения. — М.: Мысль, 1973. — 224 с.
- Мильков Ф. Н. Природные зоны СССР. — М.: Мысль, 1977. (изд. 2-е, доп. и перераб.; 1-е изд. — 1964).
- Мильков Ф. Н. Рукотворные ландшафты. — М.: Мысль, 1978 — 86 с.
- Мильков Ф. Н. Физическая география: современное состояние, закономерности, проблемы. — Воронеж: Изд-во Воронеж. ун-та, 1981. — 400 с.
- Мильков Ф. Н. Вузовская физическая география: периоды её развития и характерные черты как фундаментальной науки. — Воронеж: Изд-во Воронеж. ун-та, 1984. — 304 с.: 12 л. ил.
- Мильков Ф. Н. Физическая география: учение о ландшафте и географическая зональность. — Воронеж: Изд-во Воронеж. ун-та, 1986. — 224 с.
- Мильков Ф. Н. Общее землеведение. — М.: Высшая школа, 1990. — 336 с.
- Мильков Ф. Н., Бережной А. В., Михно В. Б. Терминологический словарь по физической географии / Под ред. Ф. Н. Милькова. — М.: Высшая школа, 1993. — 288 с. — ISBN 5-06-002569-1.

### Статьи
- Ландшафтные зоны, провинции и районы (Центральных чернозёмных областей) // Центральные Чернозёмные области. — М., 1952. — С. 113—148.
- Типы местности и ландшафтные районы Центральных чернозёмных областей // Изв. ВГО. — 1954. — Т. 86. Вып. 4. — С. 336—346.
- Ландшафтные районы Центральных чернозёмных областей // Тр. Воронежск. Гос. ун-та. — 1957. — Т. 37. — С. 5-65.
- Вниз по Тихому Дону // По родным просторам. — Воронеж, 1992. — С. 79-97.

### Серия монографий «Природа Среднерусской лесостепи»
Под редакцией и при активном участии Ф. Н. Милькова вышла серия монографий «Природа Среднерусской лесостепи», ставшая значительным вкладом в краеведение лесостепной зоны России.
- Природа и ландшафты Подворонежья. — Воронеж. 1987.
- Природы и ландшафты Притамбовья. — Воронеж. 1987.
- Долинно-речные ландшафты среднерусской лесостепи. — Воронеж. 1987.
- Средне-русское Белогорье. — Воронеж. 1985.
- По родным просторам. — Воронеж. 1992.
- Поосколье. — Воронеж.
- Междуречные ландшафты среднерусской лесостепи. — Воронеж
- В краю дубрав и золотистых нив. / Под ред. Ф. Н. Милькова. — Воронеж: Центрально-Чернозёмное книжное издательство, 1987. — 160 с.
- Воронежские дали / Под ред. Ф. Н. Милькова. — Воронеж: Изд-во ВГУ, 1976.